# FL Studio
FL Studio (dawniej Fruity Loops) – zaawansowana cyfrowa stacja robocza do obróbki dźwięku, pozwalająca na stworzenie kompletnego utworu od kompozycji, przez miks i zgranie. Jest otwartym środowiskiem, pozwalającym na pełną modyfikację, dodawanie nowych brzmień, łączenie z innymi programami. FL Studio oryginalnie był kreacją Didiera Dambrin, który jest głównym programistą programu i jest odpowiedzialny za jego ogólny rozwój.

## Historia
FL Studio zostało stworzone przez belgijskiego programistę Didiera Dambrina, który dołączył do firmy Image-Line w drugiej połowie lat 90. Firma ta początkowo specjalizowała się w tworzeniu oprogramowania giełdowego oraz gier komputerowych. Przełomowym momentem dla przyszłości FL Studio był udział Dambrina w konkursie IBM „Da Vinci”, w ramach którego stworzył prototyp prostego narzędzia do tworzenia pętli perkusyjnych.
Pierwsza wersja programu została wydana w grudniu 1997 roku pod nazwą FruityLoops 1.0. Interfejs był bardzo prosty, a funkcjonalność ograniczona głównie do step sequencera umożliwiającego tworzenie rytmicznych loopów. Mimo to, dzięki intuicyjności i lekkiej formie, program szybko zdobył popularność wśród początkujących producentów muzycznych.
W kolejnych latach FruityLoops był dynamicznie rozwijany, zyskując nowe funkcje, takie jak obsługa MIDI, możliwość nagrywania audio czy zintegrowany mikser. W 2003 roku, ze względu na zastrzeżenia prawne wobec skojarzeń z marką napojów „Froot Loops”, oraz aby podkreślić profesjonalizację produktu, nazwa programu została zmieniona na FL Studio.
Od tego czasu FL Studio konsekwentnie zyskiwało na znaczeniu jako cyfrowa stacja robocza audio (DAW), oferując coraz bardziej zaawansowane funkcje. Kluczowym wyróżnikiem programu była polityka dożywotnich darmowych aktualizacji dla wszystkich licencjonowanych użytkowników. FL Studio znalazło szerokie zastosowanie zwłaszcza w środowiskach muzyki elektronicznej i hip-hopu, co dodatkowo wpłynęło na jego rozwój i popularność. Na przestrzeni lat korzystali z niego zarówno amatorzy, jak i światowej klasy producenci muzyczni.
FL Studio posiada w pełni zautomatyzowany układ pracy, skoncentrowany wokół wzorowego sekwencera. Środowisko zawiera obsługę MIDI a także wiele opcji edytowania, miksowania i nagrywania audio. Gotowe utwory mogą być eksportowane do formatów Microsoft WAV, MP3 oraz OGG Vorbis. FL Studio zapisuje także swoje natywne pliki w formacie *.flp, dzieląc rozszerzenie plików z Adobe Flash.
FL Studio został napisany w Borland Delphi i składa się z ponad 2,5 miliona linii kodu oraz 300 funkcji napisanych w Assemblerze do cyfrowego przetwarzania sygnału. Starsze wersje programu mogą działać z Wine.

## Darmowe aktualizacje
Zarejestrowanym użytkownikom programów Image-Line oferowane są darmowe aktualizacje oprogramowania. W tym celu użytkownik musi zakupić program. Według Image-Line, taka praktyka ma zniechęcić ludzi do piractwa.

## Wpływ na przemysł muzyczny
FL Studio miało ogromny wpływ na popularyzację domowej produkcji muzycznej. Dzięki przystępnemu interfejsowi i atrakcyjnej cenie program zdobył uznanie wśród początkujących i profesjonalnych producentów, zwłaszcza w gatunkach takich jak hip-hop, trap i EDM. Stał się narzędziem wielu artystów, którzy osiągnęli światowy sukces, często zaczynając od produkcji w warunkach domowych.
Z oprogramowania FL Studio korzystali tacy producenci muzyki elektronicznej jak: Avicii, Basshunter i Tom Swoon.

## Edycje
FL Studio jest wydawane w różnych edycjach. Każda z nich reprezentuje zbiór opcji programu w odpowiedniej cenie. Podstawową edycją jest Express Edition, która jest dostępna w dystrybucji elektronicznej. Kolejnymi są Fruity, Producer oraz Signature Bundle. Droższa edycja, Signature Bundle, zawiera wiele efektów i syntezatorów, które Image-Line sprzedaje oddzielnie jako wtyczki VST. Najdroższa edycja, All Plugins Edition, zawiera WSZYSTKIE właściwości i natywne pluginy dostępne w momencie zakupu.

## Interfejs użytkownika
Interfejs użytkownika programu FL Studio składa się z pięciu okien (okno wtyczki – Channel Window, klawiatura z możliwością wstawiania nut – Piano Roll, playlista, mikser i przeglądarka sampli), którymi użytkownik może dowolnie poruszać, oraz panel kontrolny na samej górze okna. FL Studio umożliwia pracę w systemie z podwójną, lub potrójną konfiguracją monitorów.

## Niektóre cechy FL Studio
- Wsparcie dla sterowników ASIO i DirectSound
- Możliwość wykorzystania FL Studio jako wtyczki VSTi, DXi lub klienta ReWire
- Otwarta architektura instrumentów pozwala na dowolne rozbudowanie wirtualnego studia
- Wbudowane efekty działające w czasie rzeczywistym: pogłos, kompresor, korektor graficzny, przester, phaser, flanger, podbicie basów, delay i inne
- Możliwość ingerencji w nuty (odcięcie filtra, rezonans, panorama)
- Zaawansowany 99-kanałowy (w wersjach starszych od 9.0 64-kanałowy) mikser z 4 blokami wysyłki efektów, dający możliwość zgrywania bezpośrednio na dysk twardy
- Zaawansowana kontrola MIDI
- Import plików *.WAV, *.SYN (SimSynth 1 & 2), *.DS (DrumSynth), *.REX
- Import i eksport plików MIDI
- Eksport sesji m.in. do formatów audio WAV, MP3 i Ogg